# Day after tomorrow
day after tomorrow(데이 애프터 투모로우)는 일본의 음악 그룹이다. 줄여서 dat 혹은 데이애프(デイアフ)라고도 불린다. 2002년 8월에 CD로 데뷔, 2005년 8월에 활동 중지를 선언했다.
대형 신인으로 에이벡스가 발표한 유닛이며, 에이벡스의 후원을 받아 적극적으로 홍보되었다. Every Little Thing 등으로 대표되는 여성 보컬을 중심으로 키보드 등의 전자악기를 구사해 에이벡스 다운 음악 스타일이 특징이며, 사운드 프로듀서에는 예전 Every Little Thing의 이가라시 미츠루가 기용되었다. 또한 이 유닛의 보조 멤버로 카토 카오루도 기타 연주자로 레코딩에 참여하고 있다.
(이 그룹이 발표한 곡에 대한 정보는 데이 애프터 투모로우의 노래 목록을 참고바람)

## 그룹명의 유래
데이 애프터 투모로우는 직역하면 모레를 의미, 모레는 내일이라는 의미보다도 더 무언가가 일어날 지도 모를 가능성이 높다고 볼 수 있기에 무언가가 일어날 지 모르는 음악그룹이라는 의미에서 데이 애프터 투모로우로 정했다. 또한 이 그룹명은 내일에서는 미래와 너무 가깝지만 모레는 이보다는 멀다는 의미를 내포하고 있다. 중국어로 표기한다면 近未來로 모래가 아닌 가까운 미래를 의미한다.

## 구성원
- misono (1984년10월 13일 -, 보컬)
- 키타노 마사토 (北野正人, 1974년10월 25일 -, 기타)
- 스즈키 다이스케（鈴木大輔, 1978년10월 27일 -, 키보드)

### 그 외 관계자
- MAX 마츠우라 (MAX松浦) - 프로듀서。
- 이가라시 미츠루 (五十嵐充) - 사운드 프로듀서. 대부분의 노래의 편곡을 담당. 또한, 전기에는 작곡, 후기에는 작사도 직접함
- 이시즈카 토모키 (石塚知生) - 편곡・레코딩에 관련되어 있음

## 약력
- 2000년 7월, misono가『avex 여름방학 오디션』에 참가
- 2001년 4월, 「데이 애프터 투모로우」 결성
- 2002년 6월 11일, 도쿄의 오모테산도 FAB에서 처음으로 라이브를 가짐
- 2002년 8월 7일, 미니음반 『day after tomorrow』, DVD 싱글 「faraway」을 동시 발표로 데뷔
- 2002년 8월 10일, 『a-nation avex SUMMER FESTA 2002』의 히로시마현 공연에 참가
- 2002년 10월 6일, 도쿄의 타임즈 하라주쿠 타케시타도오리 입구에서 시크릿 라이브를 함
- 2002년 10월 18일, 광주에서 열린 『Japan Festival in Korea』에 출연
- 2002년 11월 2일, 오사카의 난바Hatch에서 열린 『건담 presents Live Junction vol.10 (マンダムpresents Live Junction vol.10)』에 출연
- 2002년 12월 31일, 「faraway」로 제 44회 일본 레코드 대상에서 우수 신인상을 받음
- 2003년 3월 12일, 제 17회 일본 골드 디스크 대상에서 뉴 아티스트 오브 더 이어로 선정
- 2003년 5월 11일, 라이브 투어 『1st Live Tour 〜elements〜』를 시작함
- 2003년 10월 25일, 학원제 투어를 시작[2]
- 2003년 11월 29일, 베스트 히트 가요제2003에서 골드 디스크 상을 받음
- 2005년 4월 1일, 푸껫에서 부흥지원 라이브를 가짐
- 2005년 5월 24일, 활동 중지를 발표[3]
- 2005년 8월 11일, 도쿄・록뽄기의 VELFARRE에서 마지막 라이브를 가짐
- 2005년 8월 17일, 베스트 음반『complete Best』、『single Best』를 발표하고 활동을 중지함
- 2008년 9월 1일, 『HEY!HEY!HEY!MUSIC CHAMP』라는 방송 프로그램에서 misono는 솔로로, 스즈키는 걸 넥스트 도어의 멤버로 공연

## 그 외 에피소드
- 미니음반 『day after tomorrow』, DVD 싱글 「faraway」은 품절되는 점포가 속출함[4]。
- 타케시는 프로모션 비디오 촬영날 기타를 잊어버리고 가져오지 않은 적이 있음
- 구성원 전원이 10월에 태어남

## 관련 서적
『day alone〜マノーラと姫ちゃん』（ISBN 4-344-00748-4）
발행 ： 겐도사 (幻冬舎, 2005년 3월 9일)
저자 ： 오자키 하나카 (尾崎花香)
원안 ： 이즈미 요시히로시, day after tomorrow
정가 ： 1,260엔 (1,200엔+VAT)
전체 페이지 수：205 페이지
『day alone〜マノーラと姫ちゃん』（ISBN 4-344-80545-3）
발행 ： 겐도사 (幻冬舎, 2005년 3월 24일)
저자 ： 아키요시 사이교 (あきよし 菜魚)

## 음반 정보

### 싱글
| 횟수 | 발매일          | 제목                                    |
| ---- | --------------- | --------------------------------------- |
| 1st  | 2002년 8월 22일 | faraway                                 |
| 2nd  | 2002년 12월 4일 | My faith                                |
| 3rd  | 2003년1월 22일  | futurity                                |
| 4th  | 2003년4월 16일  | Stay in my heart                        |
| 5th  | 2003년7월 24일  | DAY STAR                                |
| 6th  | 2003년9월 3일   | moon gate                               |
| 7th  | 2003년12월 17일 | Dear Friends ／It's My Way              |
| 8th  | 2004년2월 4일   | 반딧불 ／ Show Time (螢火 ／ Show Time) |
| 9th  | 2004년8월 25일  | lost angel                              |
| 10th | 2005년1월 13일  | 당신을 만난 기적 (君と逢えた奇蹟)       |
| 11th | 2005년2월 23일  | 백합꽃 (ユリノハナ)                     |

### 음반

#### 미니 음반
| 횟수 | 발매일           | 제목                  |
| ---- | ---------------- | --------------------- |
| 1st  | 2002년 8월 7일   | day after tomorrow    |
| 2nd  | 2002년 11월 20일 | day after tomorrow II |

#### 정규 음반
| 횟수 | 발매일         | 제목           |
| ---- | -------------- | -------------- |
| 1st  | 2003년3월 26일 | elements       |
| 2nd  | 2004년2월 18일 | primary colors |
| 3rd  | 2005년3월 9일  | day alone      |

#### 베스트 음반
| 발매일          | 제목                 |
| --------------- | -------------------- |
| 2005년 8월 17일 | complete Best        |
| 2005년 8월 17일 | single Best          |
| 2006년 9월 20일 | Selection Best Album |

### 그 외
- HOME&AWAY ORIGINAL SOUNDTRACK (2002년)
트랙 8에 「My faith-Acoustic-」, 트랙 18에 「My faith-Piano-」가 수록
- 오르골 셀렉션 LOVE2 (オルゴール・セレクション LOVE 2, 2003년)
트랙 3에 「My faith」가 수록
- 11 eleven (2003년)
- Cyber TRANCE presents J-TRANCE (2003년)
트랙 10에 리믹스 곡 「faraway (Dirt Devils remix) 」가 수록
- SPACE DRIVE ROUTE 1-Techno Remix Ver. - (2003년)
트랙 10에 리믹스 곡 「faraway-Dirt Devils 12″mix-」가 수록
- SINGLE HITS COLLECTION Best Of avex anime (2003년)
디스크 3: 트랙 8에 「장난스런 키스 (イタズラなKISS)〈TV-size〉」가 수록
- 베스트 오브 이누야사 청풍명월 -이누야사 테마 전집 식- (ベスト オブ 犬夜叉 清風明月 -犬夜叉テーマ全集 弐-, 2004년)
트랙 3에 「장난스런 키스 (イタズラなKISS)」, 트랙 18에「장난스런 키스 (イタズラなKISS)〈TV-size〉」가 수록
- SUPER BEST TRANCE presents SUPER J-TRANCE BEST (2005년)
트랙 6에 리믹스 곡 「Starry Heavens(DJ UTO MYSTERIO remix)」가 수록
- 돌연 파라파라!! presents SUPER J-EURO BEST (俄然パラパラ !! presents SUPER J-EURO BEST, 2005년)
트랙 5에 리믹스 곡 「Starry Heavens(Sentimental Remix)」, 트랙 10에「CURRENT(Euro Sunny Remix)」가 수록
- SUPER BEST TRANCE -THE BEST- (2005년)
디스크 2: 트랙 17에 리믹스 곡 「Starry Heavens(DJ UTO MYSTERIO remix)」가 수록
- a-mania 〜파이네! for SKIP J-TRANCE〜 (a-mania 〜パね!for SKIP J-TRANCE〜, 2006년)
트랙 6에 리믹스 곡「faraway[4 Skips vs.Floorbreaker Remix]」가 수록
- COMPLETE BEST day after tomorrow (2007년)
- 슈퍼 유로비트 (スーパーユーロビート VOL.185, 2008년)
디스크 2: 트랙 9에 리믹스 곡 「CURRENT(Euro Sunny Remix)」가 수록
- 20년200曲＋a LOVE ハイクオリティCD BOX (2009년)
디스크 2: 트랙 18에 「faraway」, 디스크 2: 트랙 32에 「Starry Heavens」가 수록

## 영상 정보
공식 작품
- faraway (2002년)
- My faith (2002년)
- DAY ALIVE 〜1st Live Tour 2003 elements〜 (2003년, 2004년)
- DAY CLIPS (2004년)
- more than a million miles (2004년)
- lost angel 〜그 날, 하늘에 당신이 있어서〜 (lost angel 〜あの日、碧にキミがいて〜, 2004년)
- day alone 〜Manohra와 공주〜 (day alone 〜マノーラと姫ちゃん〜2005년)

그 외
- a-nation 2003 (2003년)
트랙 3에 「faraway」가 수록
- a-nation'03 avex summer festa”에이・네이션” (a-nation'03 avex summer festa”エイ・ネ-ション”, 2003년)
트랙 3에 「faraway」가 수록
- BEST LIVE DVD-PREMIUM LIVE DREAM SELECTION (2007년)
트랙 8에 「faraway」가 수록

## 보충 설명
1. ↑  어쿠스틱 기타 및 전기 기타
2. ↑  전체 5학교 - 하쿠오 대학 (白鴎大学, 10월 25일), 긴죠 대학 (金城大学, 11월 1일), 도쿄 문화대학 (大東文化大学, 11월 2일), 간사이 외국어대학 (関西外国語大学, 11월 3일), 가나가와 공과대학 (神奈川工科大学, 11월 16일)
3. ↑  “공식 사이트의 발표 내용”. 2009년 3월 4일에 원본 문서에서 보존된 문서. 2009년 9월 9일에 확인함.
4. ↑  같은 시간, 공식 사이트의 톱 페이지에는 「사과글」이라는 제목으로 관련 내용을 기재

## 같이 보기
- 데이 애프터 투모로우의 노래 목록 - 노래 목록
- 에이벡스
  - avex trax
- day alone 프로젝트